# Enquitrèids
Els enquitrèids (Enchytraeidae) és una família d'oligoquets microdrils. S'assemblen a petits cucs de terra i inclouen tant espècies terrestres conegudes com a cucs que viuen en ambients terrestres altament orgànics, com algunes que són marines.
El peculiar gènere Mesenchytraeus es coneix com «cucs de gel», ja que passen la major part de la seva vida dins de les glaceres, només pujant a la superfície en determinats moments de l'estiu.
Enchytraeidae també inclou el cuc Grindal (Enchytraeus buchholzi), que es cria comercialment com a aliment per a peixos d'aquari.

## Hàbitats
Els Enchytraeidae són relativament omnipresents. Viuen especialment:
- en sòls oligotròfics o àcids i ambients rics en matèria orgànica (torberes àcides, sòls paratorbers en particular), on, com a descomponedors, substitueixen els cucs de terra poc freqüents en aquests ambients;[5]
- en aigües marines, sorra costanera o estuaris.

Un cas especial són els cucs del gènere Mesenchytraeus (cucs del gel) que viuen a les glaceres i moren si s'exposen a temperatures uns graus per sobre del punt de congelació. Altres espècies presenten adaptacions al fred (per exemple, Stercutus niveus que es troba a densitats de més de 1000 individus per metre quadrat a mig hivern a l'humus forestal. i els fluids corporals enriquits amb glicerol del qual són resistents a altes temperatures -15 °C (sobrefusió)) .

## Ecotoxicologia
Com altres cucs i organismes del sòl, poden bioconcentrar certs tòxics (metalls pesants, més fàcilment biodisponibles en sòls àcids i oligotròfics) i així contribuir a la contaminació de la xarxa tròfica. Determinades espècies (per exemple: Fridericia peregrinabunda), sensibles a la contaminació del sòl, s'han proposat com a bioindicadors o biotests de toxicitat.

## Gèneres
La família Enchytraeidae inclou els gèneres següents:
Segons NCBI (4 d'abril de 2011):
- Bryodrilus
- Buchholzia
- Cernosvitoviella
- Cognettia
- Enchytraeus
- Enchytronia
- Fridericia
- Grania
- Haplotaxis
- Hemienchytraeus
- Hemifridericia
- Henlea
- Lumbricillus
- Marionina
- Mesenchytraeus
- Oconnorella
- Stephensoniella
- Stercutus

Segons WoRMS (4 d'abril de 2011):
- Achaeta Vejdovský, 1878
- Cernosvitoviella Nielsen & Christensen, 1959
- Christensenidrilus Dózsa-Farkas & Convey, 1998
- Cognettia Nielsen & Christensen, 1959
- Enchytraeina Bülow, 1957
- Enchytraeus Henle, 1837
- Epitelphusa Drago, 1887
- Fridericia Michaelsen, 1889
- Grania Southern, 1913
- Hemifridericia Nielsen & Christensen, 1949
- Henlea Michaelsen, 1889
- Lumbricillus Ørsted, 1844
- Marionina Michaelsen in Pfeffer, 1890
- Mesenchytraeus Eisen, 1878
- Neoenchytraeus Eisen, 1878
- Randidrilus Coates & Erséus, 1985
- Stephensoniella Cernosvitov, 1934
- Archienchytraeus Eisen, 1878

Segons ITIS (4 d'abril de 2011):
- Achaeta Vejdovsky, 1877
- Analycus Levinsen, 1883
- Aspidodrilus Baylis, 1914
- Bryodrilus Ude, 1892
- Bryohenlea Cernosvitov, 1934
- Buchholzia Michaelsen, 1887
- Cernosvitoviella Neilsen & Christensen, 1959
- Chirodrilus
- Cognettia Nielsen & Christensen, 1959
- Distichopus Leidy, 1882
- Enchylea Nielsen & Christensen, 1963
- Enchytraeus Henle, 1837
- Enchytronia Nielsen & Christensen, 1959
- Fridericia Michaelsen, 1889
- Grania Southern, 1913
- Guaranidrilus Cernosvitov, 1937
- Hemienchytraeus Cernosvitov, 1935
- Hemifridericia Nielsen & Christensen, 1949
- Henlea Michaelsen, 1889
- Lumbricillus Orsted, 1844
- Marionina Michaelsen, 1889
- Mesenchytraeus Eisen, 1878
- Pelmatodrilus Moore, 1943
- Propappus Michaelsen, 1905
- Stephensoniella Cernosvitov, 1934}}